# Championnat du Suriname de football 2014-2015
Navigation
Saison précédente Saison suivante
La saison 2014-2015 du Championnat du Suriname de football est la 79e édition de la première division au Suriname. Les dix formations de l'élite sont réunies au sein d'une poule unique où elles s'affrontent deux fois au cours de la saison. La dernière équipe est directement reléguée à l’issue de la compétition, tandis que le neuvième doit affronter le second de seconde division dans une double confrontation.
C'est l'Inter Moengotapoe, double tenant du titre, qui remporte à nouveau la compétition après avoir terminé en tête du classement final, avec un seul point d’avance sur le SV Notch et six sur Walking Bout Company. Il s’agit du septième titre de champion du Suriname de l'histoire du club, le troisième consécutif.

## Compétition
Le barème de points servant à établir le classement se décompose ainsi :
- Victoire : 3 points
- Match nul : 1 point
- Défaite : 0 point

### Classement
| Rang | Équipe                          | Pts | J  | G  | N | P  | Bp | Bc | Diff |
| ---- | ------------------------------- | --- | -- | -- | - | -- | -- | -- | ---- |
| 1    | Inter MoengotapoeT              | 40  | 18 | 12 | 4 | 2  | 40 | 12 | +28  |
| 2    | SV Notch                        | 39  | 18 | 11 | 6 | 1  | 40 | 18 | +22  |
| 3    | Walking Bout Company            | 34  | 18 | 11 | 1 | 6  | 46 | 28 | +18  |
| 4    | SV Leo Victor                   | 30  | 18 | 9  | 3 | 6  | 42 | 29 | +13  |
| 5    | SV Transvaal                    | 23  | 18 | 7  | 2 | 9  | 24 | 37 | -13  |
| 6    | SV BotopasieP                   | 22  | 18 | 6  | 4 | 8  | 31 | 37 | -6   |
| 7    | SV Excelsior                    | 22  | 18 | 6  | 4 | 8  | 25 | 33 | -8   |
| 8    | SCSV Takdier Boys               | 18  | 18 | 5  | 3 | 10 | 30 | 44 | -14  |
| 9    | SV Boma StarP                   | 16  | 18 | 4  | 4 | 10 | 25 | 40 | -15  |
| 10   | Sportvereniging Nationaal Leger | 9   | 18 | 2  | 3 | 13 | 18 | 43 | -25  |

|  | Qualification pour la CFU Club Championship 2016 |
|  | Participation au barrage de promotion-relégation |
|  | Relégation en deuxième division                  |
|  | T : Tenant du titre P : Promu de D2              |

### Barrages de promotion-relégation
| Équipe 1     | Résultat | Équipe 2          | Aller | Retour |
| ------------ | -------- | ----------------- | ----- | ------ |
| SV Boma Star | 4 - 6    | (D2) SV Robinhood | 4 - 3 | 0 - 3  |

- SV Robinhood prend la place du SV Boma Star en Hoofdklasse.

## Bilan de la saison
| Championnat du Suriname de football 2014-2015 |                                 |
| Champion                                      | Inter Moengotapoe (7e titre)    |
| Coupes et trophées                            |                                 |
| Vainqueur de la Coupe du Suriname 2014-2015   | Nishan 42 (D2)                  |
| Qualifications continentales                  |                                 |
| CFU Club Championship 2016                    | Inter Moengotapoe               |
| CFU Club Championship 2016                    | SV Notch                        |
| Promotions et relégations                     |                                 |
| Promus en Hoofdklasse                         | Nishan 42                       |
| Promus en Hoofdklasse                         | SV Robinhood                    |
| Relégués en Eerste Klasse                     | Sportvereniging Nationaal Leger |
| Relégués en Eerste Klasse                     | SV Boma Star                    |